# Giuse Nguyễn Đình Uyển
Giuse Nguyễn Đình Uyển là một thầy giảng tử vì đạo dưới triều vua Minh Mạng, được Giáo hội Công giáo Rôma phong Hiển Thánh vào năm 1988.  
Ông sinh năm 1775 tại làng Ninh Cường, tỉnh Nam Định (nay thuộc giáo xứ Ninh Cường, thị trấn Ninh Cường, huyện Trực Ninh, tỉnh Nam Định, Giáo phận Bùi Chu). Ông theo linh mục Nhân, nhập dòng Đa Minh, làm trợ tá cho Giám mục Henares Minh (Giáo phận Đông Đàng Ngoài) và làm mục vụ nhiều năm ở xứ Tiên Chu. Ngày 29 tháng 5 năm 1838, quan tỉnh Hưng Yên đưa lính về vây làng Tiên Chu, lục soát tìm bắt đạo trưởng tây dương. Một tên lính thấy ông mặc áo dòng liền trình báo quan nên ông bị bắt. Quan truyền bước qua thập giá thì tha về nhưng ông từ chối. Các quan lập án gửi vào kinh như sau: “Nguyễn Đình Uyển, người bản quốc, theo Giatô tả đạo, xưng mình là thầy đạo, đã bị quở trách, tra tấn sửa phạt rất nặng nhiều lần. Song nó bướng bỉnh không chịu quá khoá, nên đáng phải chết. Vì thế, chúng tôi luận cho tên Nguyễn Đình Uyển này phải trảm quyết”. Nhưng ngày 4 tháng 7 năm 1838, ông đã chết trong tù. 